# Parker River National Wildlife Refuge

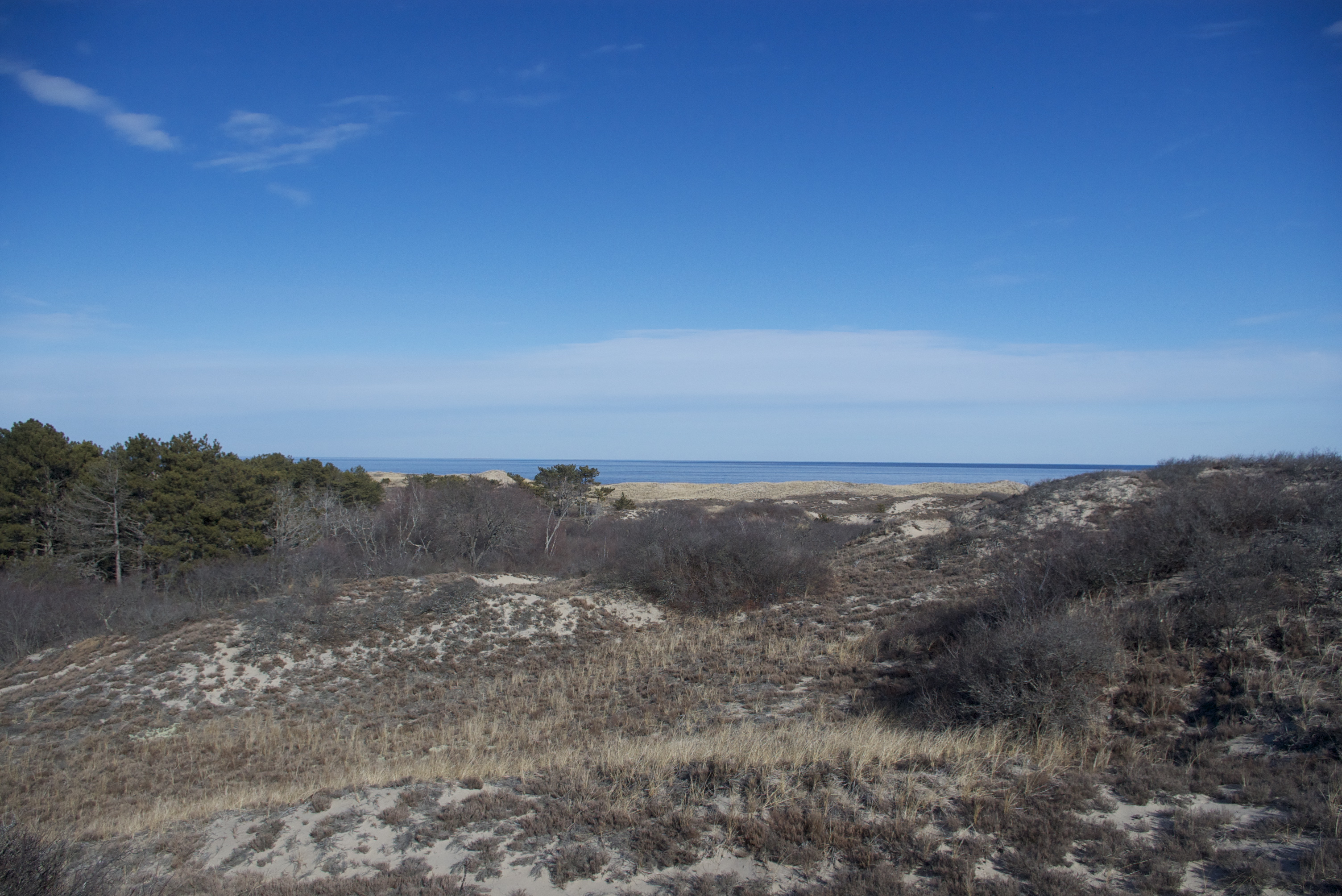
Küstendünen im Parker River NWR

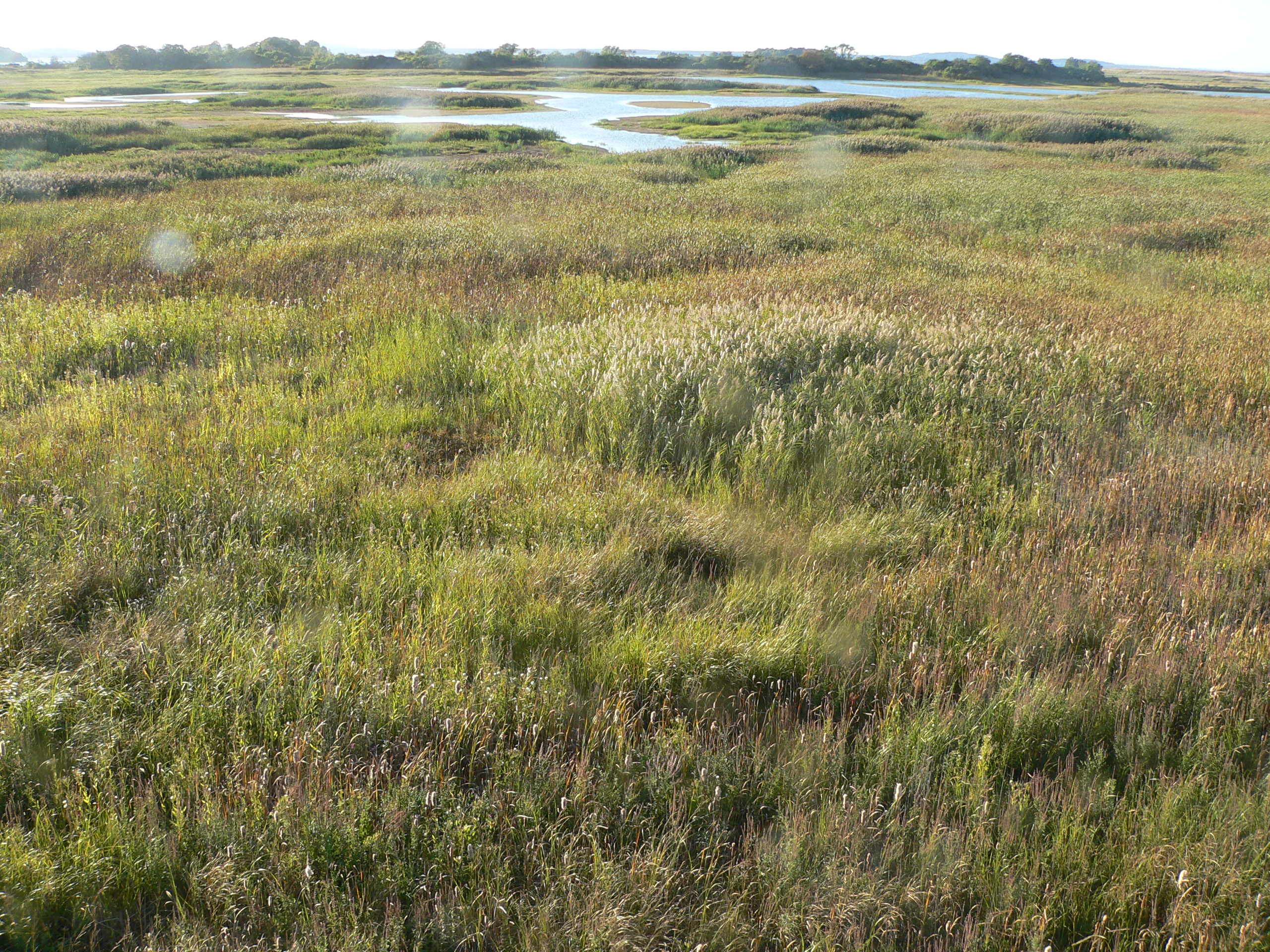
Sumpflandschaft im Parker River NWR

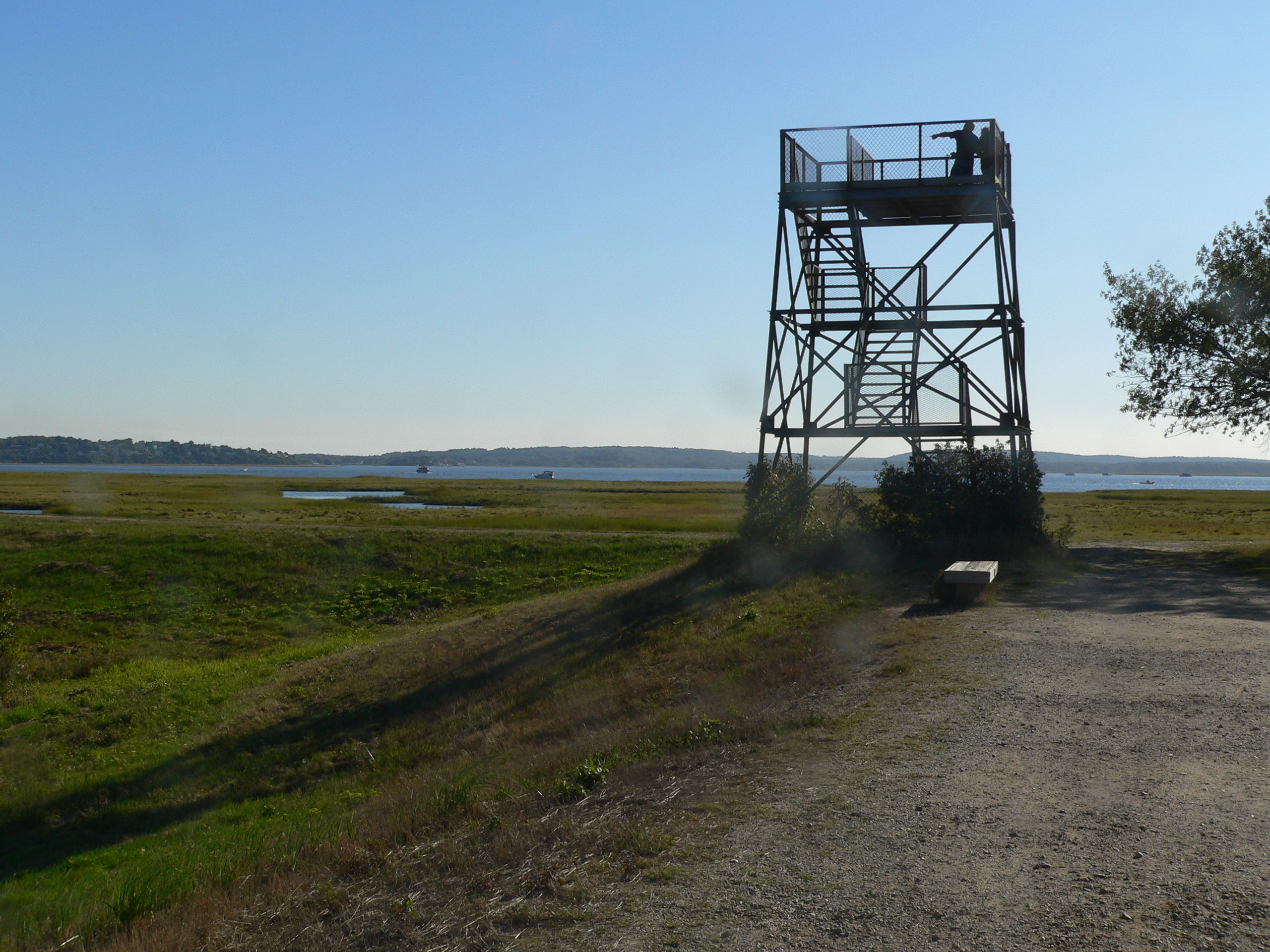
Aussichtsturm im Parker River NWR

Das Parker River National Wildlife Refuge ist ein rund 19 Quadratkilometer großes, 1972 eingerichtetes Naturschutzgebiet vom Typ eines National Wildlife Refuge, das den größten Teil von Plum Island im Nordosten des Essex County im US-Bundesstaat Massachusetts, 8 Kilometer südöstlich der Kleinstadt Newbury umfasst.
Das Schutzgebiet liegt am Atlantic Flyway, einer Vogelzugsroute, die der Ostküste von Nordamerika folgt. Es ist in die IUCN-Kategorie IV eingestuft und ein bedeutender Rast- und Nistplatz für zahlreiche Vogelarten, darunter Watvögel, Küstenvögel, Singvögel und Greifvögel.